# Paróquia de Bienville
A Paróquia de Bienville é uma das 64 paróquias do Estado americano da Luisiana. A sede da paróquia é Arcadia, e sua maior cidade é Arcadia. A paróquia possui uma área de 2 128 km² (dos quais 29 km² estão cobertas por água), uma população de 15 752 habitantes, e uma densidade populacional de 8 hab/km² (segundo o censo nacional de 2000). 